# Zandalee
Zandalee es una película estadounidense estrenada en 1991, protagonizada por Nicolas Cage, Judge Reinhold, Erika Anderson y Joe Pantoliano, y dirigida por Sam Pillsbury. Fue rodada en Nueva Orleans, Luisiana. Aunque la película fue reproducida en los cines de algunos países, en Estados Unidos fue lanzada directamente en video. La película comparte algunos elementos con la novela de Émile Zola titulada Thérèse Raquin.

## Argumento
Zandalee Martin está casada con Thierry Martin. Está sexualmente frustrada y por ello se deja seducir por su amigo John Collins. Cuando se entera de que ella tiene una aventura sexual con su amigo, él con el corazón roto, con el tiempo, se suicida. Eso destruye la vida de ambos.  
Horrorizada por lo ocurrido y por lo que ella hizo, ella huye de Johnny, cuando quiere seducirla otra vez.

## Reparto
- Nicolas Cage - Johnny Collins
- Judge Reinhold - Thierry Martin
- Erika Anderson - Zandalee Martin
- Joe Pantoliano - Gerri
- Viveca Lindfors - Tatta
- Aaron Neville - Jack
- Steve Buscemi - OPP Man
- Marisa Tomei - Remy
- Ian Abercrombie - Louis Medina
- Jo-El Sonnier - Camarero
- Newell Alexander - Allen Calhoun
- Blaise Delacroix - Pepe
- Eliott Keener - Richard Norvo
- Richard Greenberg - Soltero
- John Cutler - Groom
- Kevin McDonald - Traficante de droga
- Zach Galligan - Rog